# لین بیائو

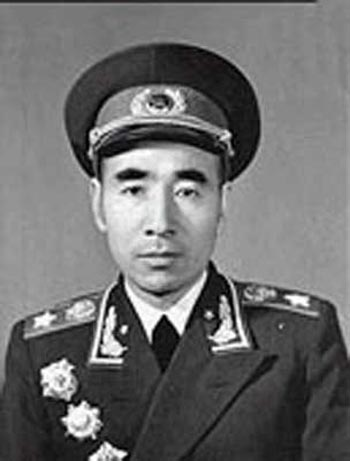

لین بیائو نام وزیر دفاع چین در سالهای پس از انقلاب چین بود که در کنفرانس حزب کمونیست چین قرار گذاشته شد که پس از مرگ مائو جانشین وی شود.
لین بیائو در بسیاری از تسویه‌حساب‌های مائو از جمله برکناری رییس‌جمهور اسبق چین یعنی لیو شائوچی با او همکاری داشت و با مائو روابط تنگاتنگ و نزدیکی داشت. ولی علی‌رغم این که شرایط کاملاً به نفع او بود در جریان جنبش گاردهای سرخ موسوم به انقلاب فرهنگی با مائو اختلاف پیدا کرد و با همکاری پسرش کودتایی ترتیب داد که شکست خورد و باعث شد او با هواپیما به سمت شوروی فرار کند. این فرار بوسیله‌ی دخترش که وفادار به مائو بود لو رفت  هنگام عبور شتابزده‌ی او از مرز چین و مغولستان هواپیمایش که به دلیل عجله در فرار، به طور کامل سوختگیری نشده بود، با تمام شدن سوخت در خاک مغولستان سقوط کرد و موجب کشته شدن او و همسر و پسرش گردید.
او در جنگ علیه ژاپن درجنگ جهانی دوم و جنگ کره علیه نیروهای متحد و در جنگ ویتنام به نفع ویتنام شمالی حضور داشت.